# クルトアスル・アルヴェセン
クルトアスル・アルヴェセン（Kurt Asle Arvesen、1975年2月9日- ）は、ノルウェー・モルデ出身の自転車競技選手。

## 経歴
1997年、ノルウェー国内選手権で三冠（クリテリウム、個人ロード、チームタイムトライアル）を達成。同年、スペインのサンセバスティアンで開催されたアンダー23（U-23）世界選手権個人ロードも制覇した。1998年、ノルウェー国内選手権の個人ロード、チームTTのそれぞれ連覇を達成。また同年、イタリアのアシクスと契約を結んだ。
2001年、チーム・ファクタに移籍。国内選手権個人タイムトライアル制覇を果たす。2002年、ツアー・オブ・スウェーデン総合優勝、国内選手権・個人ロード3度目の優勝、デンマーク・ルントポイント賞、総合2位の成績を残す。2003年、ジロ・デ・イタリアに初出場。第10ステージを制覇。
2004年、チームCSCに移籍。ツール・ド・フランス初出場（総合123位）。ツールでは、主にイヴァン・バッソのアシスト役を務めた。また、デンマーク・ルント総合優勝を果たす。
2005年、ツール・ド・フランスの第17ステージにおいて、パオロ・サヴォルデッリと同タイムの2位に入る。総合では89位。
2006年、国内選手権の個人タイムトライアルを優勝。4月に事故に遭った影響で同年のツール・ド・フランスへの出場はできなかったが、ブエルタ・ア・エスパーニャに初出場し、第1ステージのチームTT勝利に貢献した。総合46位。また、パリ〜ツールでは、優勝のフレデリック・ゲドンと同タイムの2位。
2007年、ジロ・デ・イタリアの第8ステージにおいて、区間2位のパオロ・ベッティーニらを下して優勝。総合では62位だった。また、国内選手権・チームTTで優勝。同年のツール・ド・フランスでは総合67位。その後、2度目のデンマーク・ルント総合優勝を果たした。
2008年、E3プライス・フラーンデレンにおいて最後のスプリント勝負を制し、トム・ボーネンの同レース5連覇を阻む。その後、4度目となる国内選手権個人ロードレースを制覇し、さらにツール・ド・フランスでは第11ステージにて勝利し、ツールでは区間初勝利となった。
2009年、国内選手権・ロードレース連覇(同レース通算5回目)達成。
2010年、チームスカイに移籍。
2011年、引退。

## 主な戦績
1997年
 U-23世界選手権個人ロード 優勝
 ノルウェー国内選手権・個人ロード 優勝
1998年
 ノルウェー国内選手権・個人ロード 優勝
2001年
 ノルウェー国内選手権・個人タイムトライアル 優勝
2002年
 ノルウェー国内選手権・個人ロード 優勝
ツアー・オブ・スウェーデン 総合優勝
デンマーク・ルント ポイント賞
2003年
ジロ・デ・イタリア 第10ステージ優勝
2004年
デンマーク・ルント 総合優勝
2005年
デンマーク・ルント 総合2位
ツール・ド・フランス 第17ステージ 2位
2006年
 ノルウェー国内選手権・個人タイムトライアル 優勝
パリ〜ツール 2位
2007年
ジロ・デ・イタリア 第8ステージ 優勝
デンマーク・ルント 総合優勝
2008年
E3プライス・フラーンデレン 優勝
 ノルウェー国内選手権・個人ロード 優勝
ツール・ド・フランス 第11ステージ優勝
2009年
 ノルウェー国内選手権・個人ロード 優勝